# Die Lorbeeren des Cäsar
Die Lorbeeren des Cäsar (französischer Originaltitel: Les Lauriers de César) ist der 18. Asterix-Band und wurde von René Goscinny getextet und von Albert Uderzo gezeichnet. Er erschien 1972 auf Französisch und 1974 auf Deutsch.

## Handlung
Der Dorfhäuptling Majestix besucht zusammen mit seiner Frau Gutemine sowie Asterix und Obelix seinen wohlhabenden Schwager Homöopatix in Lutetia. Die beiden mögen sich jedoch nicht sonderlich. Nachdem Majestix, provoziert durch die Angebereien seines Schwagers, im betrunkenen Zustand mit Homöopatix gewettet hat, dass er die Lorbeeren vom Kranz Caesars persönlich in einem Ragout kochen werde, schickt er Asterix und Obelix nach Rom, um diesen zu holen.
Um in Caesars Palast zu kommen, lassen sie sich von einem Sklavenhändler als Sklaven verkaufen. Allerdings werden sie nicht wie erhofft von Caesars Haushofmeister, sondern vom reichen Beamten Claudius Überflus gekauft und bei diesem als Köche eingesetzt. Asterix und Obelix versuchen wieder freizukommen. Allerdings scheitern Asterix’ Pläne immer, amüsieren aber Claudius und dessen Familie, und vor allem der erwachsene Sohn ist äußerst angetan von den beiden Galliern. Dem Sklaven Kurzschlus, der seine eigene Stellung bedroht sieht, missfällt das Treiben, und er schafft es schon nach kurzer Zeit, dass Asterix und Obelix in Caesars Palast, in den sie vom verkaterten Claudius mit einer Aufgabe geschickt wurden, gefangen genommen werden – was Asterix zu Obelix’ Erstaunen allerdings sehr gut gefällt, da sie sich nun für längere Zeit in der Nähe des Lorbeerkranzes befinden.
In der Nacht brechen die beiden aus dem Gefängnis aus, um im Palast den Lorbeerkranz zu finden, haben dabei aber keinen Erfolg. Wegen des für die Römer unerklärlichen Ausbruches werden sie als gefährliche gallische Zauberer und vermeintliche Attentäter vor Gericht gestellt. Nachdem Asterix eine ergreifende Anklagerede gegen sich und Obelix gehalten hat, werden beide dazu verurteilt, im Circus Maximus den wilden Tieren vorgeworfen zu werden. Da Caesar allerdings bei den anstehenden Circusspielen entgegen den Hoffnungen von Asterix nicht anwesend ist, weil er sich auf einem Unternehmen gegen Piraten befindet, weigern sich die beiden Gallier zunächst, ohne Caesars Anwesenheit in die Arena zu gehen. Als sie es schließlich doch tun, hat ein Löwe bereits die übrigen wilden Tiere aufgefressen und so viel im Magen, dass er nicht mehr angreifen kann. Das Publikum ist zornig, dass es kein Schauspiel geboten bekommt, und es bricht ein Tumult los, in dem Asterix und Obelix entkommen können. Sie heuern kurzzeitig bei einer römischen Räuberbande an. Bei einem Überfall, den sie verhindern wollen, erfahren sie vom betrunkenen Sohn des Claudius, dass Caesar einen Sieg über die Piraten errungen hat und daher ein Triumphzug stattfinden wird. In einem Gasthaus stoßen sie wieder auf den Sklaven Kurzschlus. Dieser berichtet ihnen, dass er inzwischen aufgestiegen ist und in Caesars Palast arbeitet. Beim anstehenden Triumphzug soll er Caesars Lorbeerkranz halten. Asterix und Obelix gelingt es daraufhin, einen falschen Lorbeerkranz aus Fenchel mit dem Original zu vertauschen.
Während sich die Helden auf den Weg zurück nach Gallien machen, hält Caesar seinen Triumphzug, wobei ihm der Kranz aus Fenchelblättern von Kurzschlus über dem Kopf gehalten wird. Nach ihrer Rückkehr laden sie Homöopatix ins Dorf ein, und Majestix kocht das versprochene Gericht. Als Majestix meint, dass sein Schwager so etwas trotz all seines Goldes wohl nicht jeden Tag vorgesetzt bekommt, kritisiert dieser das Ragout als „zu sehr durch“ und meint sogar, Fenchel anstelle des Lorbeers sei die passendere Würzung gewesen. Daraufhin reißt Majestix endgültig der Geduldsfaden und er schlägt seinen Schwager bewusstlos.

## Historische Zitate und Karikaturen
Auf Seite 16 posiert ein männlicher Sklave in der Körperhaltung berühmter Skulpturen – als Auguste Rodins Der Denker, Apoll von Olympia, Laokoon und Diskuswerfer von Myron.
Der Löwenbändiger auf Seite 40 ist eine Karikatur des französischen Schauspielers Jean Richard, der außerhalb von Paris einen Zoo und einen Zirkus betrieb.

## Veröffentlichung
In Frankreich erschien die Geschichte erstmals 1971 als Serie in der französischen Zeitschrift Pilote in den Ausgaben 621 bis 642 und wurde 1972 als Album im Verlag Dargaud veröffentlicht. In der deutschen Übersetzung wurde die Geschichte vom Ehapa Verlag 1972 im Magazin MV Comix (Hefte 6–20) erstmals abgedruckt und 1974 als 18. Band der Asterix-Reihe herausgebracht. 2002 wurde dieser Band neu aufgelegt und erhielt ein von Albert Uderzo neu gezeichnetes Titelbild.
Der Band erschien unter anderem auch auf Englisch, Spanisch und Türkisch sowie in den Mundarten Moselfränkisch und Schwäbisch.